# Кимсі
Ки́мсі (ест. Kõmsi küla) — село в Естонії, адміністративний центр волості Ганіла повіту Ляенемаа.

## Населення
Чисельність населення на 31 грудня 2011 року становила 135 осіб.